# Адуляресценція

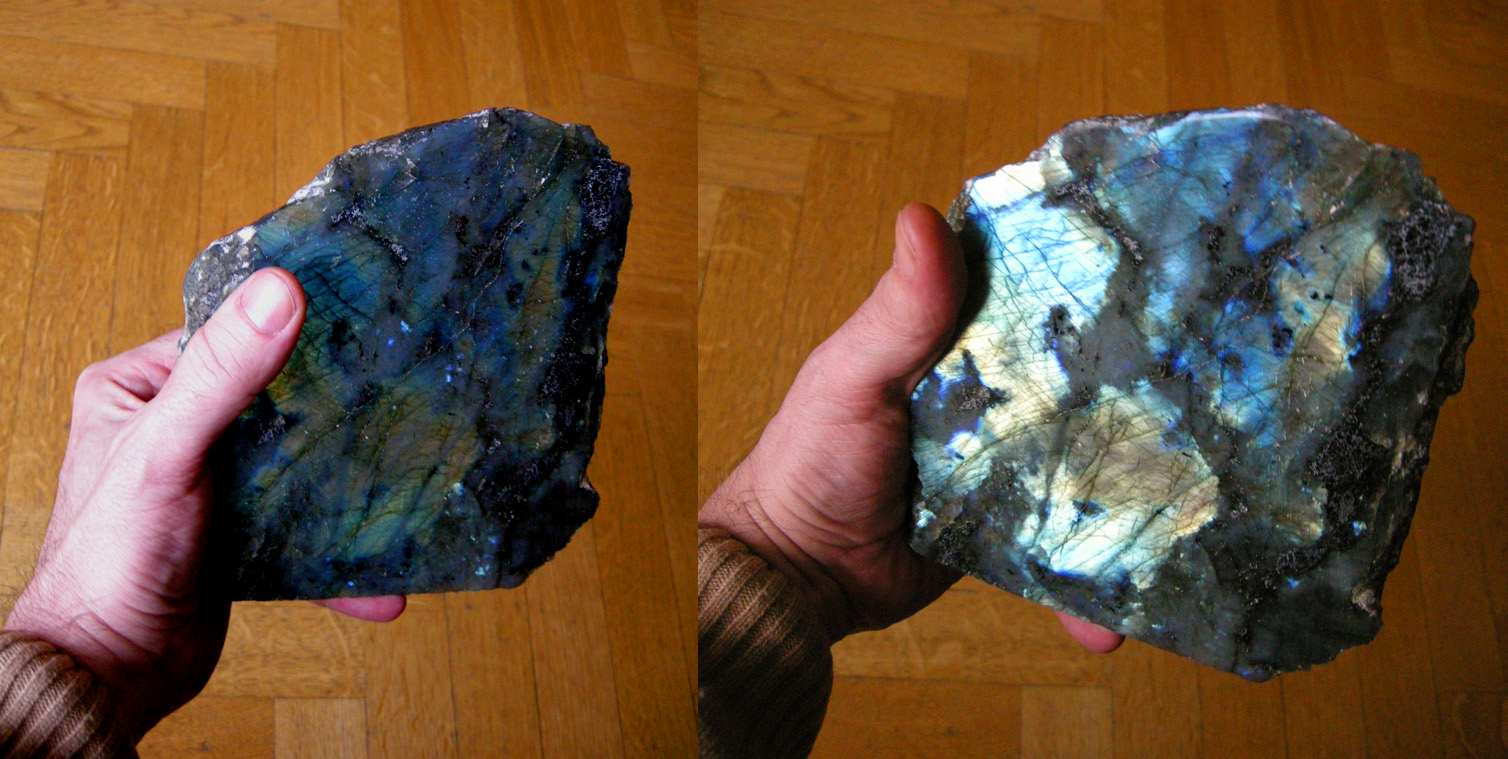
Адуляресценція.

Адуляресце́нція (англ. adularescence, нім. Adularisation) — оптичне явище, пов'язане з появою молочно-білих або голубуватих відблисків на дорогоцінному камінні.
Адуляресценція з'являється в численних дорогоцінних каменях, зокрема, звичайний опал, рожевий кварц та агат. Однак через включення у цих інших каменів, ефект відображається по-різному.
Адуляресценція спостерігається тільки у присутності світла (див. фото).